# Pigiopsis artemisiaria
Pigiopsis artemisiaria là một loài bướm đêm trong họ Geometridae.